# Poison - Rock Champions
Poison - Rock Champions is het tweede verzamelalbum van de Amerikaanse glammetalband Poison. Het album, uitgegeven op 25 september 2001, verscheen als onderdeel van de Rock Champion-serie door EMI. Het album kwam er zonder de goedkeuring van Poison, en wordt daardoor niet gezien als hun tweede Greatest Hits-album.
Het album bevat veertien studionummers van eerdere Poisonalbums, zijnde Look What the Cat Dragged In, Open Up and Say...Ahh!, Flesh & Blood en Native Tongue.

## Nummers
1. "Unskinny Bop" - 3:48
  - Van het album Flesh & Blood (1990)
2. "Your Mama Don't Dance" - 3:01
  - Van het album Open Up and Say...Ahh! (1988)
3. "Look What the Cat Dragged In" - 3:11
  - Van het album Look What the Cat Dragged In (1986)
4. "Play Dirty" - 4:07
  - Van het album Look What the Cat Dragged In (1986)
5. "Body Talk" - 3:59
  - Van het album Native Tongue (1993)
6. "Every Rose Has It's Thorn" - 4:19
  - Van het album Open Up and Say...Ahh! (1988)
7. "Ain't That The Truth" - 3:26
  - Van het album Native Tongue (1993)
8. "Bring It Home" - 3:55
  - Van het album Native Tongue (1993)
9. "#1 Bad Boy" - 3:17
  - Van het album Look What the Cat Dragged In (1986)
10. "Ride Child Ride" - 3:54
  - Van het album Native Tongue (1993)
11. "Want Some, Need Some" - 3:41
  - Van het album Look What the Cat Dragged In (1986)
12. "Let Me Go To The Show" - 2:47
  - Van het album Look What the Cat Dragged In (1986)
13. "Bastard Son Of A Thousand Blues" - 4:58
  - Van het album Native Tongue (1993)
14. "Theatre Of The Soul" - 4:39
  - Van het album Native Tongue (1993)

Leden: Bret Michaels · C.C. DeVille · Bobby Dall · Rikki Rockett

Ex-leden: Blues Saraceno · Richie Kotzen · Matt Smith

Studioalbums: Look What the Cat Dragged In · Open up and say... ahh! · Flesh & Blood · Native Tongue · Crack a Smile... and More! · Power to the People · Hollyweird · Poison'd!

Compilaties: Poison's Greatest Hits: 1986-1996 · Poison - Rock Champions · Best of Ballads & Blues · Rock Breakout Years: 1987 · The Best of Poison: 20 Years of Rock · Great Big Hits: Live Bootleg

Livealbums: Swallow This Live · Seven days live